# 알레한드라 발렌시아
알레한드라 발렌시아 트루히요(스페인어: Alejandra Valencia Trujillo, 1994년 10월 17일~)는 멕시코의 양궁 선수이며, 주종목은 리커브이다. 2012년 하계 올림픽 대회부터 4회 연속으로 올림픽에 참가했다. 2020년 하계 올림픽 양궁 혼성 단체 동메달 결정전에서 루이스 알바레스와 함께 튀르키예를 누르고 동메달을 획득했으며 2024년 하계 올림픽 양궁 여자 단체전에서 동메달을 획득하였다.